# Stockholms Sofia distrikt
Stockholms Sofia distrikt är ett distrikt i Stockholms kommun och Stockholms län. 
Distriktet ligger i sydöstra Innerstaden i Stockholms kommun inom området för Södermalms stadsdelsområde i östra delen av stadsdelen Södermalm. Den Sofia som gett upphov till distriktets namn är drottning Sofia, gemål till kung Oskar II.

## Tidigare administrativ tillhörighet
Distriktet inrättades 2016 och utgörs av en del av området som till 1971 utgjorde Stockholms stad inom det område som också före 1913 och inkorporeringarna utgjorde stadens område.
Området motsvarar den omfattning Sofia församling hade 1999/2000.